# 地球醬
地球醬（Earth-chan）是地球的萌擬人化角色，2017年在Twitter等網站爆紅。

## 歷史
2017年11月30日，用戶「@Trinimmortal」在Twitter上提議製作一部動畫，當中在学校上學的動畫女生「地球醬」因在意自身貧乳，總是會說「我不是平的！」。及後又有建議將地球醬髮色設定藍綠相間，分別代表海洋及陸地，服裝則設定為身穿NASA T裇。12月4日，開始有畫師根據以上設定，發布地球醬插畫。這則玩笑逐漸在社交網絡服務上流行起來，經常有人將其與地平說聯繫使用。
在地球醬的設定中，住在她頭上的人類對她的健康並不一定是件好事。地球醬經常被描繪成一個可憐的形象，體弱多病，又咳嗽又要吊鹽水，隱喻人類造成的環境破壞。
地球醬在reddit上廣受歡迎，在pixiv及deviantART上亦有不少二次創作作品。

## 評價
Comic Book Resources介紹互聯網創造的動畫女孩時，引用了「地球醬」這一案例。

## 影響
Inverse報道，2017年美國曾流行吃掉洗衣劑的危險挑戰，當時創作出的萌擬人化角色「Tide Pods醬」即是受到地球醬的啟發。

## 大眾文化
2020年，The 1975發布歌曲《The Birthday Party》，官方音樂短片中出現了地球醬。
俄羅斯有虛擬YouTuber用地球醬的頭像及設定在YouTube上發布影片，頻道有4.88万人訂閱。
Lushsux曾創作墻壁塗鴉，描繪地球醬抱著志在前往火星的伊隆·馬斯克。

## 脚注
1. ↑  暗諷[原創研究？]地平說。